# Preipop
Preipop is een jaarlijks terugkerend muziekfestival dat sinds 2007 wordt georganiseerd in het pand van studentenvereniging Cleopatra A.S.G.. Tijdens het twee dagen durende festival treden er 12 bands op twee podia op. Het festival richt zich op Nederlandse artiesten, waarbij de nadruk specifiek ligt op artiesten uit Groningen en omstreken.

## Noemenswaardige optredens
- Blupaint (2017)
- Aafke Romeijn (2016)[1]
- Yori Swart (2011)[2]
- Vanderlinde (2011)
- A Silent Express (2010)
- Pioneers of Love (2009)
- Daily Bread (2009)
- Florian Wolff (2009)